# Nekrolog Oktober 2022
Nekrolog
◄◄
| ◄
| 2018
| 2019
| 2020
| 2021
| 2022 | 2023 | 2024 | 2025
Januar |
Februar |
März |
April |
Mai |
Juni |
Juli |
August |
September |
Oktober |
November |
Dezember 2022
Weitere Ereignisse | Allgemeiner Nekrolog 2022
Die Beschreibung der verstorbenen Person sollte so kurz wie möglich gehalten sein und nur deren signifikante Tätigkeit(en) enthalten.
Neue Namen ggf. auch unter dem Geburts- und Sterbedatum, also etwa unter 1. Januar und im Geburts- und Sterbejahr (2024) eintragen (nur bei entsprechender großer Wichtigkeit). Für Beispiele siehe die schon vorhandenen Artikel.
Außerdem über die fünf zuletzt Verstorbenen, zu denen es einen ausreichend guten Artikel für eine Präsentation auf der Hauptseite gibt, nach der todesbedingten Überarbeitung der Artikel ggf. auch unter Wikipedia Diskussion:Hauptseite informieren und sie am besten auch in den anderen Wikipedia-Sprachversionen eintragen. Tipp: Regelmäßig bei news.google.de nach „ist tot“, „gestorben“ oder „verstorben“ suchen.
Wenn eine Person gestorben ist, gibt es viele Seiten zu dieser Person in der Wikipedia, die davon auch betroffen sind und entsprechend aktualisiert werden müssen. Beispiele: Namenübersichtsseite, Geburtsjahr, Geburtsort-Seiten und viele mehr.
Wie finde ich die betroffenen Seiten?
Im Suchfeld auf der linken Seite gibt man den Suchbegriff so ein: „Vorname Nachname“. Dann klickt man auf Volltext und alle Seiten mit entsprechendem Suchtext werden aufgerufen. Hier sieht man dann schnell, wo auch das Todesjahr Sinn macht oder sogar ein Teil des Artikels angepasst werden muss. Auch hilft das „Werkzeug“ auf der linken Seite sehr gut, um solche Seiten aufzufinden: „Links auf diese Seite“. Somit ist die Wikipedia wieder aktuell in allen Bereichen! Hinweis: bei Eintragung der Kategorie „Gestorben JAHR“ wird der Missbrauchsfilter 49 ausgelöst, was jedoch nicht schlimm ist. Siehe: Spezial:Missbrauchsfilter/49
Dies ist eine Liste von im Oktober 2022 verstorbenen bekannten Persönlichkeiten. Die Einträge erfolgen innerhalb der einzelnen Daten alphabetisch sortiert. Tiere sind im Nekrolog für Tiere zu finden.

## Oktober
Bearbeitungshinweis: Neue Todesfälle bitte absteigend nach Tagen geordnet eintragen. Die Todesfälle desselben Tages bitte in alphabetischer Reihenfolge einfügen.
| Tag         | Name                              | Beruf, bekannt als                                                                                         | Alter | Beleg |
| ----------- | --------------------------------- | --- | ----- | ----- |
| 31. Oktober | Hans Ulrich Baumberger            | Schweizer Unternehmer und Politiker                                                                        | 90    |       |
| 31. Oktober | Laney Chantal                     | US-amerikanische Maskenbildnerin und Influencerin                                                          | 33    |       |
| 31. Oktober | Gentil Delázari                   | brasilianischer Bischof                                                                                    | 82    |       |
| 31. Oktober | Patrick Haggerty                  | US-amerikanischer Country-Sänger und Aktivist                                                              | 78    |       |
| 31. Oktober | Wolf Heinecke                     | deutscher Maler und Graphiker                                                                              | 93    |       |
| 31. Oktober | Jörg Hugel                        | deutscher Elektroingenieur                                                                                 | 83    |       |
| 31. Oktober | Samuel L. Katz                    | US-amerikanischer Mediziner, Virologe und Impfstoffentwickler                                              | 95    |       |
| 31. Oktober | Marianne Klussmann                | deutsche Fernseh-, Rundfunk- und Synchronsprecherin                                                        | 89    |       |
| 31. Oktober | Ryūtarō Komiya                    | japanischer Wirtschaftswissenschaftler                                                                     | 93    |       |
| 31. Oktober | Paul Lehmann                      | deutscher Bühnen- und Szenenbildner                                                                        | 98    |       |
| 31. Oktober | Jeremy Mansfield                  | südafrikanischer Hörfunkmoderator                                                                          | 59    |       |
| 31. Oktober | John McVay                        | US-amerikanischer American-Football-Trainer                                                                | 91    |       |
| 31. Oktober | José Nambi                        | angolanischer Bischof                                                                                      | 73    |       |
| 31. Oktober | Willy Padrutt                     | Schweizer Jurist                                                                                           | 94    |       |
| 31. Oktober | Andrew Prine                      | US-amerikanischer Schauspieler                                                                             | 86    |       |
| 31. Oktober | Edwin Robertson                   | neuseeländischer Geophysiker                                                                               | 103   |       |
| 31. Oktober | Jochen Schweitzer                 | deutscher Psychologe, Psychotherapeut und Autor                                                            | 68    |       |
| 31. Oktober | Wolfgang Stolz                    | deutscher Handballspieler                                                                                  | 68    |       |
| 31. Oktober | Keith Taylor                      | britischer Politiker                                                                                       | 69    |       |
| 30. Oktober | Karl-Willi Beck                   | deutscher Politiker                                                                                        | 68    |       |
| 30. Oktober | Norm Chambers                     | US-amerikanischer Komponist und Musiker                                                                    | 50    |       |
| 30. Oktober | Andrew Dawes                      | kanadischer Violinist und Musikpädagoge                                                                    | 82    |       |
| 30. Oktober | Rich Eustis                       | US-amerikanischer Drehbuchautor                                                                            | 86    |       |
| 30. Oktober | Willi Facen                       | Schweizer Aquarellist, Maler, Zeichner und Zeichenlehrer                                                   | 92    |       |
| 30. Oktober | Anne Fingerling                   | deutsche Kunsthistorikerin und Autorin                                                                     | 58    |       |
| 30. Oktober | Mevlüde Genç                      | deutsche Anschlags-Überlebende und Friedensaktivistin                                                      | 79    |       |
| 30. Oktober | Renate Gruber                     | deutsche Fotografiesammlerin                                                                               | 86    |       |
| 30. Oktober | Ștefan Ionescu                    | rumänischer Eishockeyspieler und -trainer                                                                  | 87    |       |
| 30. Oktober | Rosemarie Köhn                    | norwegische Bischöfin                                                                                      | 83    |       |
| 30. Oktober | Wilhelm „Ixi“ Lindemann           | deutscher Fußballspieler                                                                                   | 86    |       |
| 30. Oktober | Hugh McKean                       | US-amerikanischer Politiker                                                                                | 55    |       |
| 30. Oktober | Anthony Ortega                    | US-amerikanischer Jazzmusiker                                                                              | 94    |       |
| 30. Oktober | William Armstrong Percy           | US-amerikanischer Hochschullehrer, Historiker und Autor                                                    | 88    |       |
| 30. Oktober | Donald H. Perkins                 | britischer Experimentalphysiker                                                                            | 97    |       |
| 30. Oktober | Les Piggot                        | britischer Leichtathlet                                                                                    | 80    |       |
| 30. Oktober | Achim Plato                       | deutscher Schauspieler und Intendant                                                                       | 86    |       |
| 30. Oktober | Ferdinand Selgrad                 | deutscher Glas- und Wandmaler sowie Mosaikkünstler                                                         | 95    |       |
| 30. Oktober | Jack Terry                        | polnisch-US-amerikanischer Holocaustüberlebender                                                           | 92    |       |
| 30. Oktober | Helmuth Vavra                     | österreichischer Kabarettist und Autor                                                                     | 56    |       |
| 30. Oktober | John Michael Vlach                | US-amerikanischer Volkskundler                                                                             | 74    |       |
| 30. Oktober | Rudolf Weth                       | deutscher Theologe                                                                                         | 85    |       |
| 29. Oktober | Jean Berry                        | belgischer Jazzgitarrist                                                                                   | 101   |       |
| 29. Oktober | Harald Braner                     | deutscher Fußballspieler                                                                                   | 79    |       |
| 29. Oktober | Lars Brink                        | schwedischer Physiker                                                                                      | 78    |       |
| 29. Oktober | Rainer Büsching                   | deutscher Opernsänger                                                                                      | 79    |       |
| 29. Oktober | Martin Kaltwasser                 | deutscher Künstler                                                                                         | 57    |       |
| 29. Oktober | Albert Richard Kranz              | deutscher Botaniker                                                                                        | 94    |       |
| 29. Oktober | Wolfgang Lange                    | deutscher Kanute und Kanutrainer                                                                           | 84    |       |
| 29. Oktober | Rainer Lengeler                   | deutscher Anglist und Hochschullehrer                                                                      | 89    |       |
| 29. Oktober | Erol Manisalı                     | türkischer Ökonom, Hochschullehrer und Autor                                                               | 82    |       |
| 29. Oktober | Ulrich Meyer                      | deutscher Fußballspieler                                                                                   | 85    |       |
| 29. Oktober | Peter John Morris                 | australisch-britischer Chirurg                                                                             | 88    |       |
| 29. Oktober | Donal Moynihan                    | irischer Politiker                                                                                         | 81    |       |
| 29. Oktober | Josef Rattner                     | österreichischer Psychotherapeut                                                                           | 94    |       |
| 29. Oktober | Daniel Schmutz                    | Schweizer Politiker                                                                                        | 79    |       |
| 29. Oktober | Heinrich Schneier                 | deutscher Politiker                                                                                        | 96    |       |
| 29. Oktober | Terry Shannon                     | britischer Jazzpianist                                                                                     | 92    |       |
| 28. Oktober | Monika Bittl                      | deutsche Schriftstellerin                                                                                  | 59    |       |
| 28. Oktober | Wolfgang Bordel                   | deutscher Theaterintendant                                                                                 | 71    |       |
| 28. Oktober | Herman Daly                       | US-amerikanischer Wirtschaftswissenschaftler                                                               | 84    |       |
| 28. Oktober | Reinbert Evers                    | deutscher Gitarrist und Komponist                                                                          | 73    |       |
| 28. Oktober | Eladio Hernández                  | kubanischer Hammerwerfer und Trainer                                                                       | 59    |       |
| 28. Oktober | Kymberly Herrin                   | US-amerikanische Schauspielerin und Model                                                                  | 65    |       |
| 28. Oktober | Petrus Hübner                     | österreichischer Geistlicher                                                                               | 74    |       |
| 28. Oktober | Werner Ignaz Jans                 | Schweizer Bildhauer, Radierer, Zeichner und Kunstpädagoge                                                  | 81    |       |
| 28. Oktober | Jerry Lee Lewis                   | US-amerikanischer Musiker                                                                                  | 87    |       |
| 28. Oktober | Nikolai Mushegian                 | US-amerikanischer Informatiker und Software-Ingenieur                                                      | 29    |       |
| 28. Oktober | D. H. Peligro                     | US-amerikanischer Schlagzeuger                                                                             | 63    |       |
| 28. Oktober | Hannah Pick-Goslar                | deutsche Holocaust-Überlebende                                                                             | 93    |       |
| 28. Oktober | Gerald Stern                      | US-amerikanischer Lyriker                                                                                  | 97    |       |
| 28. Oktober | Erhard Treude                     | deutscher Geograph                                                                                         | 81    |       |
| 28. Oktober | Heinz Winkler                     | italienisch-deutscher Koch                                                                                 | 73    |       |
| 27. Oktober | Pedro Nicolás Bermúdez Villamizar | venezolanischer Weihbischof                                                                                | 93    |       |
| 27. Oktober | Stan Bingham                      | US-amerikanischer Politiker                                                                                | 76    |       |
| 27. Oktober | Ernst August Wilhelm Blanke       | deutscher Verwaltungsjurist und Ministerialbeamter                                                         | 89    |       |
| 27. Oktober | Stephen C. Grossman               | US-amerikanischer Fernsehproduzent                                                                         | 76    |       |
| 27. Oktober | William Winn Hay                  | US-amerikanischer Geologe                                                                                  | 88    |       |
| 27. Oktober | Lothar Heiser                     | deutscher Ostkirchenkundler                                                                                | 88    |       |
| 27. Oktober | Joyce Molyneux                    | britische Köchin und Gastronomin                                                                           | 91    |       |
| 27. Oktober | Maurice Olender                   | französischer Historiker, Autor und Philologe                                                              | 76    |       |
| 27. Oktober | Bahaa Taher                       | ägyptischer Autor und Übersetzer                                                                           | 87    |       |
| 27. Oktober | Ernst Uhl                         | deutscher Theologe                                                                                         | 90    |       |
| 26. Oktober | Poumy Arnaud                      | französischer Jazzmusiker                                                                                  | 87    |       |
| 26. Oktober | Michael Basman                    | englischer Schachspieler                                                                                   | 76    |       |
| 26. Oktober | Mike Birch                        | kanadischer Segler                                                                                         | 90    |       |
| 26. Oktober | Werner Garten                     | deutscher Fußballspieler                                                                                   | 92    |       |
| 26. Oktober | Lucianne Goldberg                 | US-amerikanische Literaturagentin und Autorin                                                              | 87    |       |
| 26. Oktober | Lia Origoni                       | italienische Schauspielerin und Sängerin                                                                   | 103   |       |
| 26. Oktober | Julie Powell                      | US-amerikanische Sachbuchautorin und Bloggerin                                                             | 49    |       |
| 26. Oktober | Sebastian von Rotenhan            | deutscher Politiker                                                                                        | 72    |       |
| 26. Oktober | Paul-Gerhard Schmitz              | deutscher Politiker                                                                                        | 83    |       |
| 26. Oktober | Thomas Steinert                   | deutscher Fotograf                                                                                         | 73    |       |
| 25. Oktober | Jules Bass                        | US-amerikanischer Filmregisseur und -produzent                                                             | 87    |       |
| 25. Oktober | Othman Batikh                     | tunesischer Geistlicher und Islamgelehrter                                                                 | 81    |       |
| 25. Oktober | Herbert Bellschan von Mildenburg  | österreichischer SS-Offizier                                                                               | 98    |       |
| 25. Oktober | Rudolf Bolli                      | Schweizer Journalist und Zeitungsredakteur                                                                 | 86    |       |
| 25. Oktober | Zuzana Burianová                  | tschechische Schauspielerin und Sängerin                                                                   | 75    |       |
| 25. Oktober | Mike Davis                        | US-amerikanischer Soziologe                                                                                | 76    |       |
| 25. Oktober | Klaus Elgeti                      | deutscher Verfahrenstechniker                                                                              | 88    |       |
| 25. Oktober | Georg Grabherr                    | österreichischer Ökologe und Naturschützer                                                                 | 76    |       |
| 25. Oktober | Helmuth Horvath                   | österreichischer Physiker                                                                                  | 81    |       |
| 25. Oktober | Branislav Hronec                  | tschechoslowakischer bzw. slowakischer Komponist, Pianist und Kapellmeister                                | 81    |       |
| 25. Oktober | Dieter-Jürgen Mehlhorn            | deutscher Architekt, Stadtplaner und Architektur- und Stadtbauhistoriker                                   | 80    |       |
| 25. Oktober | Hans-Joachim Pathus               | deutscher Leichtathlet und Leichtathletiktrainer                                                           | 86    |       |
| 25. Oktober | Brian Robinson                    | britischer Radrennfahrer                                                                                   | 91    |       |
| 25. Oktober | Pierre Soulages                   | französischer Maler und Grafiker                                                                           | 102   |       |
| 25. Oktober | Nikolaus Störtenbecker            | deutscher Maler                                                                                            | 82    |       |
| 25. Oktober | Tony Street                       | australischer Politiker                                                                                    | 96    |       |
| 25. Oktober | Rainer Zimmermann                 | deutscher Handballspieler                                                                                  | 80    |       |
| 24. Oktober | Ashton Carter                     | US-amerikanischer Politiker                                                                                | 68    |       |
| 24. Oktober | Christine Farnon                  | US-amerikanische Veranstalterin                                                                            | 97    |       |
| 24. Oktober | Hubertus Fehrenbacher             | deutscher Schauspieler und Theaterleiter                                                                   | 67    |       |
| 24. Oktober | Ben Feigin                        | US-amerikanischer Film- und Fernsehproduzent                                                               | 47    |       |
| 24. Oktober | Tim Gough                         | britischer Hörfunkmoderator                                                                                | 55    |       |
| 24. Oktober | Leslie Jordan                     | US-amerikanischer Schauspieler und Komiker                                                                 | 67    |       |
| 24. Oktober | Horst Jungkurth                   | deutscher Generalleutnant                                                                                  | 89    |       |
| 24. Oktober | Milomir Kovač                     | deutscher Tiermediziner und Autor                                                                          | 60    |       |
| 24. Oktober | Christa Lehnert                   | deutsche Kammersängerin                                                                                    | 88    |       |
| 24. Oktober | Hartmut Nordsieck                 | deutscher Malakologe und Autor                                                                             | 82    |       |
| 24. Oktober | Urs Nussbaumer                    | Schweizer Ingenieur-Agronom und Politiker                                                                  | 91    |       |
| 24. Oktober | Allison R. Palmer                 | US-amerikanischer Geologe und Paläontologe                                                                 | 95    |       |
| 24. Oktober | Seymour Red Press                 | US-amerikanischer Jazz- und Theatermusiker                                                                 | 98    |       |
| 24. Oktober | Pierre Rieffel                    | französischer Separatist                                                                                   | 94    |       |
| 24. Oktober | Cameron Shaw                      | britischer Boxer                                                                                           | 25    |       |
| 24. Oktober | Laila Shawa                       | palästinensische Künstlerin                                                                                | 82    |       |
| 24. Oktober | Tomasz Wójtowicz                  | polnischer Volleyballspieler                                                                               | 69    |       |
| 24. Oktober | Detlef Zinke                      | deutscher Kunsthistoriker                                                                                  | 74    |       |
| 23. Oktober | Don Edwards                       | US-amerikanischer Musiker                                                                                  | 86    |       |
| 23. Oktober | Marian Fuks                       | polnischer Historiker                                                                                      | 108   |       |
| 23. Oktober | Walter Gaudnek                    | deutscher Künstler                                                                                         | 91    |       |
| 23. Oktober | Götz Geldner                      | deutscher Mediziner, Hochschullehrer und Verbandsfunktionär                                                | 57    |       |
| 23. Oktober | Jochen Goetze                     | deutscher Historiker                                                                                       | 85    |       |
| 23. Oktober | Amou Haji                         | iranischer Einsiedler und Rekordhalter                                                                     | 94    |       |
| 23. Oktober | Rolf Heller                       | deutscher Vereinsfunktionär                                                                                | 78    |       |
| 23. Oktober | Frank Jehle                       | Schweizer Theologe                                                                                         | 83    |       |
| 23. Oktober | Michael Kopsa                     | kanadischer Schauspieler                                                                                   | 66    |       |
| 23. Oktober | Adriano Moreira                   | portugiesischer Politiker und Jurist                                                                       | 100   |       |
| 23. Oktober | Eric Nobbs                        | südafrikanischer Schauspieler                                                                              | 68    |       |
| 23. Oktober | Theodor Pelster                   | deutscher Dozent für Lehrerfortbildungsveranstaltungen und Autor                                           | 85    |       |
| 23. Oktober | Libor Pešek                       | tschechischer Dirigent                                                                                     | 89    |       |
| 23. Oktober | Christian Posch                   | österreichischer Politiker                                                                                 | 97    |       |
| 23. Oktober | Ilse Rohde Jacobsen               | dänische Unternehmerin und Designerin                                                                      | 62    |       |
| 23. Oktober | Arshad Sharif                     | pakistanischer Journalist                                                                                  | 49    |       |
| 23. Oktober | Benno Zech                        | deutscher Politiker                                                                                        | 94    |       |
| 22. Oktober | Bernard Atha                      | britischer Schauspieler und Politiker                                                                      | 94    |       |
| 22. Oktober | Ivan Bernasconi                   | Schweizer Politiker                                                                                        | ≈79   |       |
| 22. Oktober | Patrick Coveney                   | irischer Erzbischof                                                                                        | 88    |       |
| 22. Oktober | Leszek Engelking                  | polnischer Dichter, Schriftsteller, Essayist, Literaturkritiker und Übersetzer                             | 67    |       |
| 22. Oktober | Rodney Graham                     | kanadischer Künstler                                                                                       | 73    |       |
| 22. Oktober | Dietrich Mateschitz               | österreichischer Unternehmer und Mäzen                                                                     | 78    |       |
| 22. Oktober | Eric Ortiz                        | US-amerikanischer Cheerleader                                                                              | 30    |       |
| 22. Oktober | Wolfgang Pesendorfer              | österreichischer Rechtswissenschaftler, Mitglied des österreichischen Verwaltungsgerichtshofes (1993–2007) | 72    |       |
| 22. Oktober | Horst Siebert                     | deutscher Erziehungswissenschaftler                                                                        | 83    |       |
| 21. Oktober | May Blood                         | britische Gewerkschafterin und Politikerin                                                                 | 84    |       |
| 21. Oktober | Waldemar Fibigr                   | tschechoslowakischer Kanute                                                                                | 56    |       |
| 21. Oktober | Masato Kudō                       | japanischer Fußballspieler                                                                                 | 32    |       |
| 21. Oktober | Jackie LaVine                     | US-amerikanische Schwimmerin                                                                               | 93    |       |
| 21. Oktober | Helmut Moritz                     | österreichischer Geodät                                                                                    | 88    |       |
| 21. Oktober | Zilli Reichmann                   | deutsche Sinteza und Auschwitz-Überlebende                                                                 | 98    |       |
| 21. Oktober | Luv Resval                        | französischer Rapper                                                                                       | 25    |       |
| 21. Oktober | Carmelo Ríos                      | puerto-ricanischer Leichtathlet                                                                            | 63    |       |
| 21. Oktober | Norbert Rogalski                  | deutscher Sportwissenschaftler                                                                             | 87    |       |
| 21. Oktober | Rainer Schaller                   | deutscher Unternehmer                                                                                      | 53    |       |
| 21. Oktober | Rolf E. Schenker                  | deutscher Schauspieler und Hörspielsprecher                                                                | 95    |       |
| 21. Oktober | Peter Schjeldahl                  | US-amerikanischer Kunstkritiker, Dichter und Pädagoge                                                      | 80    |       |
| 21. Oktober | Charles F. Stevens                | US-amerikanischer Neurobiologe                                                                             | 88    |       |
| 21. Oktober | Robert D. Willig                  | US-amerikanischer Wirtschaftswissenschaftler                                                               | 75    |       |
| 20. Oktober | Luciano Agostiniani               | italienischer Linguist und Etruskologe                                                                     | 83    |       |
| 20. Oktober | Philippe Aïche                    | französischer Violinist                                                                                    | 59    |       |
| 20. Oktober | Anne von Canal                    | deutsche Schriftstellerin und Übersetzerin                                                                 | 49    |       |
| 20. Oktober | Anton Dontschew                   | bulgarischer Schriftsteller                                                                                | 92    |       |
| 20. Oktober | Tom Emberton                      | US-amerikanischer Politiker                                                                                | 90    |       |
| 20. Oktober | Roland Hoffmann                   | deutscher Baseballspieler und -trainer                                                                     | 86    |       |
| 20. Oktober | Joseph Kinsch                     | luxemburgischer Manager                                                                                    | 89    |       |
| 20. Oktober | Helmut Kuhlmann                   | deutscher Politiker                                                                                        | 82    |       |
| 20. Oktober | Ron Masak                         | US-amerikanischer Schauspieler                                                                             | 86    |       |
| 20. Oktober | Josephine Melville                | britische Schauspielerin                                                                                   | ≈61   |       |
| 20. Oktober | Wolfgang Mewes                    | deutscher Kranichforscher und Naturparkleiter                                                              | 79    |       |
| 20. Oktober | Jimmy Millar                      | schottischer Fußballspieler und -trainer                                                                   | 87    |       |
| 20. Oktober | Paulo Pereira dos Santos          | osttimoresischer Komponist                                                                                 | ?     |       |
| 20. Oktober | Gintautas Petraitis               | litauischer Schachspieler                                                                                  | 78    |       |
| 20. Oktober | Jürgen Seim                       | deutscher Theologe                                                                                         | 90    |       |
| 20. Oktober | Lucy Simon                        | US-amerikanische Komponistin                                                                               | 82    |       |
| 20. Oktober | Hans Otto Thiele                  | deutscher Jurist                                                                                           | 84    |       |
| 20. Oktober | Horst Vinçon                      | deutscher Schauspieler, Regisseur und Bühnenautor                                                          | 95    |       |
| 20. Oktober | Matthew „DJ Mighty Mouse“ Ward    | britischer Musikproduzent und DJ                                                                           | 48    |       |
| 19. Oktober | Kurt Biesalski                    | deutscher Film- und Buchautor                                                                              | 87    |       |
| 19. Oktober | Omar Borrás                       | uruguayischer Fußballtrainer                                                                               | 93    |       |
| 19. Oktober | Petra Hallmayer                   | deutsche Journalistin und Kritikerin                                                                       | 65    |       |
| 19. Oktober | Ursula Köbl                       | deutsche Juristin                                                                                          | 81    |       |
| 19. Oktober | Helmut Krüger                     | deutscher Kirchenmusiker und Autor                                                                         | 96    |       |
| 19. Oktober | Kassian Lauterer                  | österreichischer Geistlicher und Abt                                                                       | 88    |       |
| 19. Oktober | Lucienne Legrand                  | französische Schauspielerin                                                                                | 102   |       |
| 19. Oktober | Winfried Monschauer               | deutscher Historiker                                                                                       | 72    |       |
| 19. Oktober | Geoff Nuttall                     | kanadischer Violinist                                                                                      | 56    |       |
| 19. Oktober | John Jay Osborn Jr.               | US-amerikanischer Schriftsteller                                                                           | 77    |       |
| 19. Oktober | Dália Sammer                      | portugiesische Turnerin                                                                                    | 93    |       |
| 19. Oktober | Richard Schuhmann                 | deutscher Politiker (SPD), MdB                                                                             | 84    |       |
| 19. Oktober | Joanna Simon                      | US-amerikanische Opernsängerin                                                                             | 85    |       |
| 19. Oktober | Ali Tehrani                       | iranischer Geistlicher, Theologe, Schriftsteller und Dissident                                             | 96    |       |
| 19. Oktober | Charley Trippi                    | US-amerikanischer American-Football-Spieler                                                                | 100   |       |
| 19. Oktober | Philip Waruinge                   | kenianischer Boxer                                                                                         | 77    |       |
| 19. Oktober | Terry Woodson                     | US-amerikanischer Jazzmusiker                                                                              | ≈81   |       |
| 18. Oktober | Jacques Brault                    | kanadischer Schriftsteller und Übersetzer                                                                  | 89    |       |
| 18. Oktober | Erich Bremicker                   | deutscher Leichtathlet                                                                                     | 90    |       |
| 18. Oktober | Thomas Cahill                     | US-amerikanischer Autor                                                                                    | 82    |       |
| 18. Oktober | William M. Calder III             | US-amerikanischer Klassischer Philologe                                                                    | 90    |       |
| 18. Oktober | Charles W. Duncan                 | US-amerikanischer Politiker                                                                                | 96    |       |
| 18. Oktober | Ole Ellefsæter                    | norwegischer Skilangläufer                                                                                 | 83    |       |
| 18. Oktober | Fred Fussbroich                   | deutscher Reality-TV-Darsteller                                                                            | 82    |       |
| 18. Oktober | Franco Gatti                      | italienischer Sänger und Komponist                                                                         | 80    |       |
| 18. Oktober | Robert Gordon                     | US-amerikanischer Sänger und Songwriter                                                                    | 75    |       |
| 18. Oktober | Friedrich Gönnenwein              | deutscher Kernphysiker                                                                                     | 88    |       |
| 18. Oktober | John Meier                        | US-amerikanischer Priester und Bibelforscher                                                               | 80    |       |
| 18. Oktober | George Morgan                     | US-amerikanischer Schauspieler                                                                             | 89    |       |
| 18. Oktober | Sy Presten                        | US-amerikanischer Presseagent und Publizist                                                                | 98    |       |
| 18. Oktober | Carl-Hermann Risse                | deutscher Schauspieler und Regisseur                                                                       | 80    |       |
| 18. Oktober | Waleri Rubakow                    | russischer Physiker                                                                                        | 67    |       |
| 18. Oktober | Hans-Erdmann Schönbeck            | deutscher Manager und Autor                                                                                | 100   |       |
| 18. Oktober | Walter Schröder                   | deutscher Ruderer                                                                                          | 89    |       |
| 18. Oktober | Charlie Smithgall                 | US-amerikanischer Politiker                                                                                | 77    |       |
| 18. Oktober | Jean Teulé                        | französischer Schriftsteller, Schauspieler und Comicautor                                                  | 69    |       |
| 18. Oktober | Harvey L. Wollman                 | US-amerikanischer Politiker                                                                                | 87    |       |
| 17. Oktober | Ahmad Akbari                      | iranischer Fechter                                                                                         | 75    |       |
| 17. Oktober | Jochen Alkämper                   | deutscher Pflanzenbauwissenschaftler                                                                       | 95    |       |
| 17. Oktober | Carmen Callil                     | australische Verlegerin und Buchautorin                                                                    | 84    |       |
| 17. Oktober | Wolfram Dix                       | deutscher Jazzmusiker                                                                                      | 65    |       |
| 17. Oktober | Heinz-Jörg Eckhold                | deutscher Politiker                                                                                        | 81    |       |
| 17. Oktober | Peter-Alexander Fischer           | deutscher Neurologe                                                                                        | 93    |       |
| 17. Oktober | Juri Klimow                       | sowjetischer bzw. russischer Handballspieler und -trainer                                                  | 82    |       |
| 17. Oktober | Aleksander Kowalski               | polnischer Theologe, Journalist und Radioredakteur                                                         | 72    |       |
| 17. Oktober | Joachim Möhrle                    | deutscher Handwerksfunktionär und Politiker                                                                | 75    |       |
| 17. Oktober | Juan Moreira                      | kubanischer Maler                                                                                          | 83    |       |
| 17. Oktober | Peter Polleruhs                   | österreichischer Politiker                                                                                 | 72    |       |
| 17. Oktober | Michael Ponti                     | US-amerikanischer Pianist                                                                                  | 84    |       |
| 17. Oktober | Franz Riklin                      | Schweizer Rechtswissenschaftler                                                                            | 81    |       |
| 17. Oktober | Gerhard Röckle                    | deutscher Geistlicher                                                                                      | 89    |       |
| 17. Oktober | Zbigniew Senkowski                | polnischer Politiker und Gewerkschafter                                                                    | 66    |       |
| 17. Oktober | Richard William Sheppard          | britischer Germanist                                                                                       | 78    |       |
| 17. Oktober | Kari Tikka                        | finnischer Komponist, Dirigent, Oboist und Librettist                                                      | 76    |       |
| 17. Oktober | Younoussi Touré                   | malischer Politiker                                                                                        | 80    |       |
| 17. Oktober | Franz Vorrath                     | deutscher Weihbischof                                                                                      | 85    |       |
| 17. Oktober | Thomas Robert Weihrauch           | deutscher Internist                                                                                        | 79    |       |
| 16. Oktober | Dieter Adelung                    | deutscher Zoologe                                                                                          | 86    |       |
| 16. Oktober | Thomas Ammann                     | Schweizer Politiker                                                                                        | 58    |       |
| 16. Oktober | Doris Margaret Anderson           | kanadische Politikerin                                                                                     | 100   |       |
| 16. Oktober | Jüri Arrak                        | estnischer Maler, Graphiker, Kunstschmied und Animationskünstler                                           | 85    |       |
| 16. Oktober | Lodewijk van den Berg             | niederländisch-US-amerikanischer Astronaut                                                                 | 90    |       |
| 16. Oktober | Heinrich Wolfgang Berr            | deutscher Architekt                                                                                        | 83    |       |
| 16. Oktober | Benjamin R. Civiletti             | US-amerikanischer Jurist und Politiker                                                                     | 87    |       |
| 16. Oktober | Klaus Clajus                      | deutscher Fußballschiedsrichter                                                                            | 82    |       |
| 16. Oktober | Katherine Duncan-Jones            | britische Literaturwissenschaftlerin                                                                       | 81    |       |
| 16. Oktober | Peter Ehlen                       | deutscher Philosoph und Jesuit                                                                             | 88    |       |
| 16. Oktober | Malcolm Patrick Galt              | trinidadischer Bischof                                                                                     | 93    |       |
| 16. Oktober | Christian Hehl                    | deutscher Neonazi und Politiker                                                                            | 53    |       |
| 16. Oktober | Albert Nolan                      | südafrikanischer Theologe und Anti-Apartheid-Kämpfer                                                       | 88    |       |
| 16. Oktober | Josef Somr                        | tschechischer Schauspieler                                                                                 | 88    |       |
| 16. Oktober | Gordon Sparks                     | britischer Hörfunkmoderator                                                                                | 61    |       |
| 16. Oktober | Ronald Stedman                    | britischer Schwimmer                                                                                       | 95    |       |
| 16. Oktober | Ian Whittaker                     | britischer Szenenbildner und Artdirector                                                                   | 94    |       |
| 16. Oktober | Micha Winkler                     | deutscher Fotograf                                                                                         | 63    |       |
| 16. Oktober | Josef Zemann                      | österreichischer Mineraloge                                                                                | 99    |       |
| 15. Oktober | Ferret Baudoin                    | US-amerikanischer Computerspieldesigner                                                                    | ≈35   |       |
| 15. Oktober | Milton Bezerra Cabral             | brasilianischer Politiker                                                                                  | 101   |       |
| 15. Oktober | Noel Duggan                       | irischer Musiker und Sänger                                                                                | 73    |       |
| 15. Oktober | Wolfgang Jenssen                  | deutscher Politiker                                                                                        | 80    |       |
| 15. Oktober | Horst Metz                        | deutscher Politiker                                                                                        | 77    |       |
| 15. Oktober | Mikaben                           | haitianischer Sänger, Komponist und Produzent                                                              | 41    |       |
| 15. Oktober | Kurt Planitzer                    | deutscher Fußballspieler                                                                                   | 86    |       |
| 15. Oktober | Joyce Sims                        | US-amerikanische Sängerin und Songwriterin                                                                 | 63    |       |
| 15. Oktober | Valentina Thielová                | tschechische Schauspielerin und Fotomodell                                                                 | 89    |       |
| 15. Oktober | Eduard Wollitz                    | deutscher Opernsänger                                                                                      | 93    |       |
| 14. Oktober | Raymond Argentin                  | französischer Kanute                                                                                       | 97    |       |
| 14. Oktober | Alfredo Chiàppori                 | italienischer Comiczeichner und Illustrator                                                                | 79    |       |
| 14. Oktober | Robbie Coltrane                   | britischer Schauspieler                                                                                    | 72    |       |
| 14. Oktober | Dieter Dieckhoff                  | deutscher Politiker                                                                                        | 93    |       |
| 14. Oktober | Willy Garaventa                   | Schweizer Seilbahnkonstrukteur und Unternehmer                                                             | 88    |       |
| 14. Oktober | Alan Halsey                       | britischer Dichter                                                                                         | 73    |       |
| 14. Oktober | Bernard Krone                     | deutscher Unternehmer                                                                                      | 82    |       |
| 14. Oktober | Stanislav Kropilák                | tschechoslowakischer Basketballspieler                                                                     | 67    |       |
| 14. Oktober | Peter Lietz                       | deutscher Brauwissenschaftler                                                                              | 89    |       |
| 14. Oktober | Alexandros Nikolaidis             | griechischer Taekwondoin                                                                                   | 42    |       |
| 14. Oktober | Kay Parker                        | britische Schauspielerin und Pornodarstellerin                                                             | 78    |       |
| 14. Oktober | Georg Scholz                      | deutscher Politiker und Arzt                                                                               | 64    |       |
| 14. Oktober | Rudolf Schönwald                  | österreichischer Maler, Grafiker, Karikaturist und Zeichner                                                | 94    |       |
| 14. Oktober | Ted White                         | US-amerikanischer Stuntman und Schauspieler                                                                | 96    |       |
| 14. Oktober | Ralf Wolter                       | deutscher Schauspieler und Synchronsprecher                                                                | 95    |       |
| 14. Oktober | Max Woodward                      | US-amerikanischer Theaterproduzent                                                                         | 76    |       |
| 13. Oktober | Jeff Barnaby                      | kanadischer Filmregisseur                                                                                  | 46    |       |
| 13. Oktober | Hermann Bothe                     | deutscher Botaniker                                                                                        | 82    |       |
| 13. Oktober | Hermann Drüe                      | deutscher Psychologe und Philosoph                                                                         | 89    |       |
| 13. Oktober | Walter Grein                      | deutscher Tischtennisspieler und Sportfunktionär                                                           | 94    |       |
| 13. Oktober | Gerlinde-Martina Klepsch          | deutsche Bildhauerin, Zeichnerin und Graphikerin                                                           | 97    |       |
| 13. Oktober | James McDivitt                    | US-amerikanischer Astronaut                                                                                | 93    |       |
| 13. Oktober | Helene Metz                       | deutsche Unternehmerin                                                                                     | 98    |       |
| 13. Oktober | Christina Moser                   | Schweizer Sängerin und Songschreiberin                                                                     | 70    |       |
| 13. Oktober | Halvor Næs                        | norwegischer Skispringer                                                                                   | 94    |       |
| 13. Oktober | Jan Rabson                        | US-amerikanischer Schauspieler und Synchronsprecher                                                        | 68    |       |
| 13. Oktober | Dagmar Rom                        | österreichische Skirennläuferin                                                                            | 94    |       |
| 13. Oktober | Hans Schafranek                   | österreichischer Historiker und Publizist                                                                  | 71    |       |
| 13. Oktober | Mike Schank                       | US-amerikanischer Musiker und Schauspieler                                                                 | 56    |       |
| 13. Oktober | Bruce Sutter                      | US-amerikanischer Baseballspieler                                                                          | 69    |       |
| 13. Oktober | Volker Faul                       | deutscher Fußballspieler                                                                                   | 69    |       |
| 2. Oktober  | Gordana Čeko Zeitz                | jugoslawische bzw. kroatische Schauspielerin                                                               | 77    |       |
| 12. Oktober | Bernardo Adam Ferrero             | spanischer Komponist und Dirigent                                                                          | 80    |       |
| 12. Oktober | Klaus-Theodor Fliedner            | deutscher Militär                                                                                          | 86    |       |
| 12. Oktober | Peter Gumpel                      | deutscher Ordensgeistlicher und Kirchenhistoriker                                                          | 98    |       |
| 12. Oktober | Lucious Jackson                   | US-amerikanischer Basketballspieler                                                                        | 80    |       |
| 12. Oktober | Konstantin Landa                  | russischer Schachspieler                                                                                   | 50    |       |
| 12. Oktober | Gary A. Lee                       | US-amerikanischer Politiker                                                                                | 89    |       |
| 12. Oktober | Ngo Vinh Long                     | vietnamesisch-US-amerikanischer Autor und Hochschullehrer                                                  | 78    |       |
| 12. Oktober | Mary Adelia McLeod                | US-amerikanische Bischöfin                                                                                 | 84    |       |
| 12. Oktober | Wolfgang Münzberg                 | deutscher Rechtswissenschaftler                                                                            | 93    |       |
| 12. Oktober | Ralph G. Pearson                  | US-amerikanischer Chemiker                                                                                 | 103   |       |
| 12. Oktober | Osmo Pekonen                      | finnischer Mathematiker, Historiker und Schriftsteller                                                     | 62    |       |
| 12. Oktober | Nikolai Petrunin                  | russischer Politiker                                                                                       | 46    |       |
| 12. Oktober | Karen Poniachik                   | chilenische Journalistin und Politikerin                                                                   | 57    |       |
| 12. Oktober | Franz Roiner                      | deutscher Erfinder und Milchwissenschaftler                                                                | 90    |       |
| 12. Oktober | Ortwin Schweitzer                 | deutscher Religionslehrer und Autor                                                                        | 84    |       |
| 12. Oktober | Dolores Sloviter                  | US-amerikanische Richterin                                                                                 | 90    |       |
| 12. Oktober | Walter Steinegger                 | österreichischer Skispringer                                                                               | 93    |       |
| 12. Oktober | Gerd Tetzlaff                     | deutscher Meteorologe                                                                                      | 79    |       |
| 12. Oktober | Ingmar Zeisberg                   | deutsche Filmschauspielerin                                                                                | 91    |       |
| 11. Oktober | Abou Abdessalam                   | algerischer Imam                                                                                           | 76    |       |
| 11. Oktober | Matthias Bohnet                   | deutscher Verfahrenstechniker                                                                              | 89    |       |
| 11. Oktober | Ulrich Bonse                      | deutscher Physiker                                                                                         | 94    |       |
| 11. Oktober | Peter Dombrowsky                  | deutscher Politiker                                                                                        | 77    |       |
| 11. Oktober | David Fink                        | US-amerikanischer Manager im Schienenverkehr                                                               | 86    |       |
| 11. Oktober | Peter Gierich                     | deutscher Politiker                                                                                        | 86    |       |
| 11. Oktober | Beryl Goldwyn                     | britische Balletttänzerin                                                                                  | 91    |       |
| 11. Oktober | Angela Lansbury                   | britische Schauspielerin, Synchronsprecherin und Autorin                                                   | 96    |       |
| 11. Oktober | Jean-Louis Pelletier              | französischer Rechtsanwalt                                                                                 | 86    |       |
| 11. Oktober | Valentin Schiedermair             | deutscher Pianist                                                                                          | 58    |       |
| 11. Oktober | Charles Sherrod                   | US-amerikanischer Bürgerrechtsaktivist                                                                     | 85    |       |
| 11. Oktober | Victor Steeman                    | niederländischer Motorradrennfahrer                                                                        | 22    |       |
| 11. Oktober | Martin Stock                      | deutscher Rechtswissenschaftler und Hochschullehrer                                                        | 88    |       |
| 10. Oktober | Subbu Arumugam                    | indischer Schriftsteller                                                                                   | 94    |       |
| 10. Oktober | Emeric Arus                       | rumänischer Fechter                                                                                        | 84    |       |
| 10. Oktober | Bruno Bagnoud                     | Schweizer Bergführer, Pilot, Unternehmer und Mäzen                                                         | 87    |       |
| 10. Oktober | Roberto Bisacco                   | italienischer Schauspieler                                                                                 | 83    |       |
| 10. Oktober | Sergio Brighenti                  | italienischer Fußballspieler                                                                               | 90    |       |
| 10. Oktober | Michael Callan                    | US-amerikanischer Schauspieler                                                                             | 86    |       |
| 10. Oktober | Siegmund Gingold                  | deutscher Widerstandskämpfer und Kommunist                                                                 | 100   |       |
| 10. Oktober | Luise Hackelsberger               | deutsche Pädagogin                                                                                         | 98    |       |
| 10. Oktober | Harold Haefner                    | Schweizer Geograph                                                                                         | 88    |       |
| 10. Oktober | Ludwig Hammermayer                | deutscher Historiker                                                                                       | 94    |       |
| 10. Oktober | Franz Hochstein                   | deutscher Geistlicher                                                                                      | 93    |       |
| 10. Oktober | Anita Kerr                        | US-amerikanische Sängerin                                                                                  | 94    |       |
| 10. Oktober | Klaus Krippendorff                | deutsch-US-amerikanischer Kommunikationswissenschaftler, Designtheoretiker und Kybernetiker                | 90    |       |
| 10. Oktober | Klaus Lauer                       | deutscher Hotelier und Musikveranstalter                                                                   | 80    |       |
| 10. Oktober | Wiktor Logunow                    | sowjetischer Bahnradspotler                                                                                | 78    |       |
| 10. Oktober | Rogelio Martínez Furé             | kubanischer Musikethnologe und -wissenschaftler                                                            | 85    |       |
| 10. Oktober | Karel Pezl                        | tschechoslowakischer bzw. tschechischer General                                                            | 95    |       |
| 10. Oktober | Freddy Rodríguez                  | dominikanischer Künstler                                                                                   | 76    |       |
| 10. Oktober | Paavo Roininen                    | finnischer Boxer                                                                                           | 87    |       |
| 10. Oktober | Natalija Wadimowna Ryndina        | russische Prähistorikerin und Metallkundlerin                                                              | 86    |       |
| 10. Oktober | Leon Schidlowsky                  | chilenisch-israelischer Komponist und Maler                                                                | 91    |       |
| 10. Oktober | Herbert Tennigkeit                | deutscher Schauspieler, Hörspielsprecher und Synchronsprecher                                              | 85    |       |
| 10. Oktober | Jürgen Wetzel                     | deutscher Historiker                                                                                       | 83    |       |
| 10. Oktober | Allan Wood                        | australischer Schwimmer                                                                                    | 79    |       |
| 10. Oktober | James Wright                      | US-amerikanischer Historiker und Hochschulpräsident                                                        | 83    |       |
| 10. Oktober | Mulayam Singh Yadav               | indischer Politiker                                                                                        | 82    |       |
| 10. Oktober | Teresė Žižienė                    | litauische Ärztin                                                                                          | 89    |       |
| 9. Oktober  | Temsüla Ao                        | indische Dichterin, Autorin, und Ethnographin                                                              | 76    |       |
| 9. Oktober  | Samarjit Roy Chowdhury            | bangladeschischer Maler                                                                                    | 85    |       |
| 9. Oktober  | Chuck Deardorf                    | US-amerikanischer Jazzmusiker und Hochschullehrer                                                          | 68    |       |
| 9. Oktober  | Anthony M. DeLuca                 | US-amerikanischer Politiker                                                                                | 85    |       |
| 9. Oktober  | Thomas W. Eagar                   | US-amerikanischer Werkstoffkundler und Metallurge                                                          | 72    |       |
| 9. Oktober  | Nikki Finke                       | US-amerikanische Bloggerin, Journalistin, Verlegerin und Autorin                                           | 68    |       |
| 9. Oktober  | Isolde Maria Joham                | österreichische Malerin und Glaskünstlerin                                                                 | 90    |       |
| 9. Oktober  | Bruno Latour                      | französischer Soziologe und Philosoph                                                                      | 75    |       |
| 9. Oktober  | Cees Lute                         | niederländischer Radrennfahrer                                                                             | 81    |       |
| 9. Oktober  | Bill March                        | US-amerikanischer Gewichtheber                                                                             | 85    |       |
| 9. Oktober  | Silke Otto-Knapp                  | deutsche Malerin                                                                                           | 52    |       |
| 9. Oktober  | Eileen Ryan                       | US-amerikanische Schauspielerin                                                                            | 94    |       |
| 9. Oktober  | Dieter Scherbarth                 | deutscher Fußballspieler                                                                                   | 82    |       |
| 9. Oktober  | Peter Seixas                      | US-amerikanisch-kanadischer Historiker                                                                     | 74    |       |
| 9. Oktober  | Wendy Smits                       | niederländische Handballspielerin                                                                          | 39    |       |
| 9. Oktober  | Josep Soler i Sardà               | spanischer Komponist, Musikwissenschaftler und Musikpädagoge                                               | 87    |       |
| 9. Oktober  | Jack Thiessen                     | kanadischer Sprachwissenschaftler, Germanist, Kulturaktivist und Autor                                     | 91    |       |
| 9. Oktober  | Eleni Torossi                     | griechisch-deutsche Schriftstellerin                                                                       | 75    |       |
| 8. Oktober  | Mario Balmaseda                   | kubanischer Schauspieler                                                                                   | 81    |       |
| 8. Oktober  | Gabrielle Beaumont                | britische Filmregisseurin                                                                                  | 80    |       |
| 8. Oktober  | Billy Al Bengston                 | US-amerikanischer Maler und Bildhauer                                                                      | 88    |       |
| 8. Oktober  | Grace Glueck                      | US-amerikanische Journalistin                                                                              | 96    |       |
| 8. Oktober  | Gerben Karstens                   | niederländischer Radrennfahrer                                                                             | 80    |       |
| 8. Oktober  | Ernst Nicol                       | deutscher Schiffbauingenieur                                                                               | 98    |       |
| 8. Oktober  | Jure Robežnik                     | slowenischer Jazzmusiker und Songwriter                                                                    | 89    |       |
| 8. Oktober  | Luis Sáinz Hinojosa               | bolivianischer Weihbischof                                                                                 | 86    |       |
| 8. Oktober  | Peter Tobin                       | britischer Serienmörder                                                                                    | 76    |       |
| 7. Oktober  | Warren J. Baker                   | US-amerikanischer Hochschulleiter                                                                          | 84    |       |
| 7. Oktober  | Arun Bali                         | indischer Schauspieler                                                                                     | 79    |       |
| 7. Oktober  | Jörg Baur                         | deutscher Theologe                                                                                         | 92    |       |
| 7. Oktober  | William Sheldrick Conover         | US-amerikanischer Politiker                                                                                | 94    |       |
| 7. Oktober  | Ronnie Cuber                      | US-amerikanischer Jazzmusiker                                                                              | 80    |       |
| 7. Oktober  | Ding Yun                          | chinesischer Unternehmer                                                                                   | 53    |       |
| 7. Oktober  | Paul-Mounged El-Hachem            | libanesischer Erzbischof                                                                                   | 88    |       |
| 7. Oktober  | Günter Emig                       | deutscher Geistlicher                                                                                      | 93    |       |
| 7. Oktober  | Ann Flood                         | US-amerikanische Schauspielerin                                                                            | 87    |       |
| 7. Oktober  | Fernando González Gortázar        | mexikanischer Architekt und Bildhauer                                                                      | 79    |       |
| 7. Oktober  | Horst Hülß                        | deutscher Fußballspieler und -trainer                                                                      | 84    |       |
| 7. Oktober  | Toshi Ichiyanagi                  | japanischer Komponist                                                                                      | 89    |       |
| 7. Oktober  | Art Laboe                         | US-amerikanischer Hörfunkmoderator und Musikproduzent                                                      | 97    |       |
| 7. Oktober  | Brenda MacGibbon                  | kanadische Mathematikerin, Statistikerin und Entscheidungstheoretikerin                                    | 78    |       |
| 7. Oktober  | Ernst Marti                       | Schweizer Jass-Schiedsrichter                                                                              | 77    |       |
| 7. Oktober  | Susanna Mildonian                 | belgische Harfenistin                                                                                      | 82    |       |
| 7. Oktober  | Bashkim Muhedini                  | albanischer Fußballspieler                                                                                 | 73    |       |
| 7. Oktober  | Shoshana Netanjahu                | israelische Juristin                                                                                       | 99    |       |
| 7. Oktober  | Bill Nieder                       | US-amerikanischer Leichtathlet                                                                             | 89    |       |
| 7. Oktober  | Al Ries                           | US-amerikanischer Marketingmanager und Unternehmer                                                         | 95    |       |
| 7. Oktober  | Cheryl Roberts                    | südafrikanische Tischtennisspielerin                                                                       | 60    |       |
| 7. Oktober  | Curt Schneider                    | deutscher Rätselautor                                                                                      | 62    |       |
| 7. Oktober  | Francisco Soberón                 | peruanischer Menschenrechtsaktivist                                                                        | ≈74   |       |
| 7. Oktober  | Austin Stoker                     | US-amerikanischer Schauspieler                                                                             | 92    |       |
| 7. Oktober  | Robert Toll                       | US-amerikanischer Unternehmer                                                                              | 81    |       |
| 7. Oktober  | Winfried Töpler                   | deutscher Archivar und Historiker                                                                          | 60    |       |
| 7. Oktober  | Anna Wahlgren                     | schwedische Sachbuchautorin                                                                                | 80    |       |
| 7. Oktober  | Zita Leeson Weinshienk            | US-amerikanische Richterin                                                                                 | 89    |       |
| 6. Oktober  | Ursula Abels                      | deutsche Journalistin, Schriftstellerin und Kulturförderin                                                 | 93    |       |
| 6. Oktober  | Hans Berger                       | deutscher Gewerkschafter und Politiker                                                                     | 84    |       |
| 6. Oktober  | Adriana Breukink                  | niederländische Blockflötistin und Holzblasinstrumentenbauerin                                             | 65    |       |
| 6. Oktober  | Carl Fredrik Bunæs                | norwegischer Leichtathlet                                                                                  | 82    |       |
| 6. Oktober  | Luca Dello Strologo               | italienischer Nephrologe                                                                                   | 60    |       |
| 6. Oktober  | Ivy Jo Hunter                     | US-amerikanischer Songwriter                                                                               | 82    |       |
| 6. Oktober  | Noé Jitrik                        | argentinischer Literaturwissenschaftler, Redakteur und Schriftsteller                                      | 94    |       |
| 6. Oktober  | Heinrich Klier                    | österreichischer Schriftsteller und Alpinist                                                               | 95    |       |
| 6. Oktober  | Sara Lee                          | US-amerikanische Wrestlerin                                                                                | 30    |       |
| 6. Oktober  | Klaus Mayer                       | deutscher Unternehmer und Fußballfunktionär                                                                | 57    |       |
| 6. Oktober  | Jody Miller                       | US-amerikanische Country-Sängerin                                                                          | 80    |       |
| 6. Oktober  | Paul Müller                       | deutscher Fußballfunktionär                                                                                | 90    |       |
| 6. Oktober  | Roy Radner                        | US-amerikanischer Wirtschaftsmathematiker und Hochschullehrer                                              | 95    |       |
| 6. Oktober  | Phil Read                         | britischer Motorradrennfahrer                                                                              | 83    |       |
| 6. Oktober  | Andreas Schnieders                | deutscher Boxer                                                                                            | 55    |       |
| 6. Oktober  | Kerstin Schwenn                   | deutsche Journalistin                                                                                      | 58    |       |
| 6. Oktober  | Sergio Tagliapietra               | italienischer Ruderer                                                                                      | 87    |       |
| 6. Oktober  | Judy Tenuta                       | US-amerikanische Komikerin, Schauspielerin und Musikerin                                                   | 72    |       |
| 6. Oktober  | Ankica Tuđman                     | kroatische Präsidentengattin                                                                               | 96    |       |
| 6. Oktober  | Jürgen Uter                       | deutscher Schauspieler, Hörspielsprecher, Bühnenautor und Regisseur                                        | 71    |       |
| 6. Oktober  | Günter Vetter                     | österreichischer Politiker und Unternehmer                                                                 | 86    |       |
| 5. Oktober  | Marguerite Andersen               | deutsch-kanadische Schriftstellerin, Dichterin und Pädagogin                                               | 97    |       |
| 5. Oktober  | Georg Beis                        | deutscher Geistlicher                                                                                      | 99    |       |
| 5. Oktober  | Keebet von Benda-Beckmann         | niederländische Ethnologin                                                                                 | 75    |       |
| 5. Oktober  | Tommy Boggs                       | US-amerikanischer Baseballspieler und -trainer                                                             | 66    |       |
| 5. Oktober  | Eva Börsch-Supan                  | deutsche Kunst- und Architekturhistorikerin                                                                | 90    |       |
| 5. Oktober  | Joachim Böttcher                  | deutscher Maler, Bildhauer, Grafiker und Zeichner                                                          | 76    |       |
| 5. Oktober  | Gabriela Cárdeñas                 | peruanische Volleyballspielerin                                                                            | 64    |       |
| 5. Oktober  | Ann Christine                     | finnische Schlagersängerin                                                                                 | 78    |       |
| 5. Oktober  | Franca Fendi                      | italienische Modedesignerin                                                                                | 87    |       |
| 5. Oktober  | Guido Franconi                    | Schweizer Mediziner und Hochschullehrer                                                                    | 94    |       |
| 5. Oktober  | Heinz Hahmann                     | deutscher Sportwissenschaftler und Hochschullehrer                                                         | 95    |       |
| 5. Oktober  | Wolfgang Kohlhaase                | deutscher Drehbuchautor, Regisseur und Schriftsteller                                                      | 91    |       |
| 5. Oktober  | Jacek Korczak-Mleczko             | polnischer Sportjournalist und -autor                                                                      | 71    |       |
| 5. Oktober  | Hans Lagerwall                    | schwedischer Fechter                                                                                       | 81    |       |
| 5. Oktober  | Lenny Lipton                      | US-amerikanischer Schriftsteller, Liedtexter, Filmemacher und Erfinder                                     | 82    |       |
| 5. Oktober  | Danny Long                        | US-amerikanischer Jazzpianist                                                                              | 83    |       |
| 5. Oktober  | Jürgen Lüthge                     | deutscher Jurist und Politiker                                                                             | 74    |       |
| 5. Oktober  | Sulejman Maliqati                 | albanischer Fußballspieler                                                                                 | 94    |       |
| 5. Oktober  | Bernard McGuirk                   | US-amerikanischer Hörfunkmoderator                                                                         | 64    |       |
| 5. Oktober  | Wolfram Menzel                    | deutscher Informatiker und Mathematiker                                                                    | 89    |       |
| 5. Oktober  | Michael Papps                     | australischer Sportschütze                                                                                 | 90    |       |
| 5. Oktober  | Allan Porter                      | Schweizer Fotograf                                                                                         | 88    |       |
| 5. Oktober  | Volker Soergel                    | deutscher Physiker                                                                                         | 91    |       |
| 5. Oktober  | Barbara Stamm                     | deutsche Politikerin                                                                                       | 77    |       |
| 4. Oktober  | Ricardo A. Broglia                | argentinisch-italienischer Physiker                                                                        | ≈83   |       |
| 4. Oktober  | Walter Dean Burnham               | US-amerikanischer Politikwissenschaftler                                                                   | 92    |       |
| 4. Oktober  | Horst Dahm                        | deutscher Jäger und Autor                                                                                  | 93    |       |
| 4. Oktober  | Heinz-Dietrich Doebner            | deutscher Physiker                                                                                         | 91    |       |
| 4. Oktober  | Dave Dryden                       | kanadischer Eishockeyspieler und -trainer                                                                  | 81    |       |
| 4. Oktober  | Hans Gehl                         | deutscher Germanist und Sprachforscher                                                                     | 83    |       |
| 4. Oktober  | Felicitas Kuhn                    | österreichische Illustratorin                                                                              | 96    |       |
| 4. Oktober  | Günter Lamprecht                  | deutscher Schauspieler                                                                                     | 92    |       |
| 4. Oktober  | Loretta Lynn                      | US-amerikanische Country-Sängerin                                                                          | 90    |       |
| 4. Oktober  | Volker Mader                      | deutscher Dirigent, Musikförderer und Kulturfunktionär                                                     | 71    |       |
| 4. Oktober  | César Mascetti                    | argentinischer Journalist, Fernsehnachrichtensprecher und Filmkritiker                                     | 80    |       |
| 4. Oktober  | Heinz Müller-Dietz                | deutscher Rechtswissenschaftler und Schriftsteller                                                         | 90    |       |
| 4. Oktober  | Peter Robinson                    | britischer Schriftsteller                                                                                  | 72    |       |
| 4. Oktober  | Lucienne Schmith                  | französische Skirennläuferin                                                                               | 95    |       |
| 4. Oktober  | Jürgen Sundermann                 | deutscher Fußballspieler und -trainer                                                                      | 82    |       |
| 4. Oktober  | Rosemarie Still                   | deutsche Übersetzerin                                                                                      | 79    |       |
| 4. Oktober  | Janet Thurlow                     | US-amerikanische Jazzsängerin                                                                              | 96    |       |
| 4. Oktober  | Liam Ward                         | irischer Jockey                                                                                            | 92    |       |
| 3. Oktober  | Jörn Anders                       | deutscher Jazz-Trompeter                                                                                   | 57    |       |
| 3. Oktober  | Ekow Blankson                     | ghanaischer Schauspieler                                                                                   | 50    |       |
| 3. Oktober  | Barbara Brennan                   | US-amerikanische Geistheilerin und Autorin                                                                 | 83    |       |
| 3. Oktober  | Per Bredesen                      | norwegischer Fußballspieler                                                                                | 91    |       |
| 3. Oktober  | William K. Brewster               | US-amerikanischer Politiker                                                                                | 80    |       |
| 3. Oktober  | Ursula Dirichs                    | deutsche Schauspielerin                                                                                    | 89    |       |
| 3. Oktober  | Ron Franz                         | US-amerikanischer Basketballspieler                                                                        | 76    |       |
| 3. Oktober  | Charles Fuller                    | US-amerikanischer Dramatiker                                                                               | 83    |       |
| 3. Oktober  | Simon Hallenbarter                | Schweizer Biathlet                                                                                         | 43    |       |
| 3. Oktober  | Ian Hamilton                      | schottischer Rechtsanwalt und Nationalist                                                                  | 97    |       |
| 3. Oktober  | Peter P. Hopfinger                | österreichischer Journalist und Autor                                                                      | 67    |       |
| 3. Oktober  | David Huerta                      | mexikanischer Dichter, Verleger, Essayist und Übersetzer                                                   | 72    |       |
| 3. Oktober  | Tiffany Jackson-Jones             | US-amerikanische Basketballspielerin                                                                       | 37    |       |
| 3. Oktober  | Friedrich Kappeler                | Schweizer Dokumentarfilmer und Fotograf                                                                    | 73    |       |
| 3. Oktober  | Kim Jung-gi                       | südkoreanischer Illustrator                                                                                | 47    |       |
| 3. Oktober  | Mon Legaspi                       | philippinischer Bassist                                                                                    | 54    |       |
| 3. Oktober  | Johann Müllner                    | österreichischer Politiker                                                                                 | 90    |       |
| 3. Oktober  | Jesús del Muro                    | mexikanischer Fußballspieler und -trainer                                                                  | 84    |       |
| 3. Oktober  | Franz Nikolasch                   | österreichischer Theologe                                                                                  | 89    |       |
| 3. Oktober  | Juan Alberto Peña Lebrón          | dominikanischer Lyriker und Jurist                                                                         | 92    |       |
| 3. Oktober  | Jesús Quintero                    | spanischer Journalist, Redakteur und Moderator                                                             | 82    |       |
| 3. Oktober  | Pandurang Raut                    | indischer Politiker                                                                                        | 76    |       |
| 3. Oktober  | Fabián Ríos                       | argentinischer Politiker                                                                                   | 58    |       |
| 3. Oktober  | Helge Törn                        | finnischer Radrennfahrer                                                                                   | 93    |       |
| 3. Oktober  | Howard George Tripp               | britischer Weihbischof                                                                                     | 95    |       |
| 3. Oktober  | Jerzy Urban                       | polnischer Journalist und Publizist                                                                        | 89    |       |
| 3. Oktober  | Gerhard Vogel                     | österreichischer Sozial- und Wirtschaftswissenschaftler                                                    | 78    |       |
| 3. Oktober  | František Vršovský                | tschechoslowakischer Kanute                                                                                | 89    |       |
| 3. Oktober  | Florin Zalomir                    | rumänischer Säbelfechter                                                                                   | 41    |       |
| 2. Oktober  | Helena Białecka                   | polnische Schauspielerin und Regisseurin                                                                   | 86    |       |
| 2. Oktober  | Thomas J. Devlin                  | US-amerikanischer Physiker                                                                                 | 87    |       |
| 2. Oktober  | Darshan Dharmaraj                 | sri-lankischer Schauspieler                                                                                | 41    |       |
| 2. Oktober  | Wolfgang Haken                    | deutsch-US-amerikanischer Mathematiker                                                                     | 94    |       |
| 2. Oktober  | Paul Harriss                      | australischer Politiker                                                                                    | 68    |       |
| 2. Oktober  | Éder Jofre                        | brasilianischer Boxer                                                                                      | 86    |       |
| 2. Oktober  | Themis Katrios                    | griechischer Basketballspieler                                                                             | 70    |       |
| 2. Oktober  | Douglas Kirkland                  | kanadischer Fotograf                                                                                       | 88    |       |
| 2. Oktober  | Sacheen Littlefeather             | US-amerikanische Schauspielerin und Bürgerrechtsaktivistin                                                 | 75    |       |
| 2. Oktober  | Mary McCaslin                     | US-amerikanische Folksängerin                                                                              | 75    |       |
| 2. Oktober  | Bjarne Mørk-Eidem                 | norwegischer Politiker                                                                                     | 85    |       |
| 2. Oktober  | Javier Raya                       | mexikanischer Schriftsteller und Übersetzer                                                                | 36    |       |
| 2. Oktober  | Laurence H. Silberman             | US-amerikanischer Jurist                                                                                   | 86    |       |
| 2. Oktober  | Eugen Simion                      | rumänischer Schriftsteller                                                                                 | 89    |       |
| 2. Oktober  | André Sinédo                      | neukaledonischer Fußballspieler                                                                            | 44    |       |
| 2. Oktober  | Béla Szakcsi Lakatos              | ungarischer Jazzpianist und Komponist                                                                      | 79    |       |
| 2. Oktober  | Jürgen Zwernemann                 | deutscher Ethnologe                                                                                        | 93    |       |
| 1. Oktober  | Kodiyeri Balakrishnan             | indischer Politiker                                                                                        | 68    |       |
| 1. Oktober  | Heidi Bauer-Bung                  | deutsche Pianistin und Hochschullehrerin                                                                   | 96    |       |
| 1. Oktober  | Beryl Benacerraf                  | US-amerikanische Radiologin und Hochschullehrerin                                                          | 73    |       |
| 1. Oktober  | Àngel Casas                       | spanischer Journalist, Schriftsteller, Fernsehmoderator und Musikkritiker                                  | 76    |       |
| 1. Oktober  | Doris Casse-Schlüter              | deutsche Grafikdesignerin und Hochschullehrerin                                                            | 80    |       |
| 1. Oktober  | Edward Dobrzański                 | polnischer Schauspieler                                                                                    | 93    |       |
| 1. Oktober  | Kurt Fenske                       | deutscher Politiker                                                                                        | 92    |       |
| 1. Oktober  | Michael John William Green        | englischer Maler, Bildhauer und Schriftsteller                                                             | 93    |       |
| 1. Oktober  | Robert Hartmann                   | deutscher Sportjournalist                                                                                  | 82    |       |
| 1. Oktober  | Antonio Inoki                     | japanischer Wrestler, Promoter und Politiker                                                               | 79    |       |
| 1. Oktober  | Toab Khan                         | bangladeschischer Journalist                                                                               | 88    |       |
| 1. Oktober  | Stamatis Kokotas                  | griechischer Sänger                                                                                        | 85    |       |
| 1. Oktober  | Rosetta Loy                       | italienische Schriftstellerin                                                                              | 91    |       |
| 1. Oktober  | Manfred Möller                    | deutscher Biochemiker                                                                                      | 82    |       |
| 1. Oktober  | David O’Connor                    | australisch-US-amerikanischer Ägyptologe                                                                   | 84    |       |
| 1. Oktober  | Jim Sweeney                       | US-amerikanischer American-Football-Spieler                                                                | 60    |       |
| 1. Oktober  | Tulsi Tanti                       | indischer Unternehmer                                                                                      | 64    |       |
| 1. Oktober  | William A. Thomas                 | US-amerikanischer Geologe                                                                                  | 86    |       |
| 1. Oktober  | Bin Valencia                      | argentinischer Schlagzeuger                                                                                | 61    |       |
| 1. Oktober  | Osamu Watanabe                    | japanischer Ringer                                                                                         | 81    |       |
| 1. Oktober  | Waltraud Witowetz-Müller          | österreichische Lehrerin und Vereinsfunktionärin                                                           | 73    |       |

### Datum unbekannt
| Zeitangabe                         | Name                | Beruf, bekannt als                | Alter | Beleg |
| ---------------------------------- | ------------------- | --------------------------------- | ----- | ----- |
| Tod bekannt gegeben am 31. Oktober | Andrew Duncan       | US-amerikanischer Schauspieler    | ≈95   |       |
| Tod bekannt gegeben am 22. Oktober | Aristidis Rapanakis | griechischer Segler               | 68    |       |
| Tod bekannt gegeben am 21. Oktober | Omar Bliadse        | sowjetischer Ringer               | 80    |       |
| 20. Oktober oder 21. Oktober       | Luv Resval          | französischer Rapper              | 24    |       |
| Tod bekannt gegeben am 19. Oktober | Matthias Traber     | deutscher Hochseilartist          | ≈56   |       |
| Tod bekannt gegeben am 13. Oktober | Jurij Kerpatenko    | ukrainischer Musiker und Dirigent | 46    |       |
| Tod bekannt gegeben am 10. Oktober | Zoltan Hajos        | ungarischer Chemiker              | 96    |       |
| 9. Oktober oder 10. Oktober        | Friedrich Bremer    | deutscher Theaterintendant        | 89    |       |
| 5. Oktober oder 6. Oktober         | Bernhard Kytzler    | deutscher klassischer Philologe   | 93    |       |
| Tod bekannt gegeben am 4. Oktober  | Emmanuel Rahim      | US-amerikanischer Perkussionist   | ≈88   |       |
| Oktober 2022                       | Martin Vaughan      | australischer Schauspieler        | 91    |       |
| Tod bekannt gegeben am 4. Oktober  | Adam Walker         | schottischer Rugbyspieler         | 31    |       |